# 左翼聯盟 (臺灣)
左翼聯盟，簡稱左联，是台湾的一个左翼政党，成立於2018年5月5日卡尔·马克思誕辰200周年。该党主張發展工人運動獨立自主的政治力量，由所有勞動者為主體組成的階級政黨，传播社會主義政治思想，共同挑戰资本主义體制，進行根本性的變革，建立一個沒有剝削和壓迫的社會。在統獨議題方面，左翼聯盟認為階級鬥爭優先於統獨議題，應以勞動者結盟為前提公開討論，形成共識。其成員来自于统独立場不一的左翼政党和组织，包括主張中国统一的勞動黨、主張社會主義一國一制並反對一國兩制的人民民主黨和主張台灣獨立的國際社會主義前進。左翼联盟成立时有100多名党员，以台湾各大工会团体为成员大宗，包括新海瓦斯企业工会顾问林子文、桃园市产业总工会秘书蒋阔宇、新竹县产业总工会理事长詹素贞、宜兰县产业总工会理事长吕学民等人。此外还包括台湾白色恐怖受难者吴俊宏、社运工作者蔡建仁，以及老保钓、社区工作者等等。

## 歷史
- 2018年5月5日，左翼聯盟在台大校友會館召開成立大會，宣告成立。左翼聯盟指出，《勞動基準法》越修越爛，凸顯中國國民黨與民主進步黨的亲资本右翼本質；時代力量更在《勞基法》修法過程中打假球提出退步的版本，令人無法期待[2]。
- 2018年6月12日，左翼聯盟於美國在台協會新館落成典禮抗議，要求美國砲彈退出台灣。國際社會主義前進成員於行動中提出反對美帝同時也反對中共的訴求，於行動後引起左翼統獨爭議[3][4]。
- 2019年5月1日，左翼聯盟與南部反空污大聯盟等團體於高雄市政府大門前召開記者會批評，高雄市市長韓國瑜上任後主打「拚經濟」、卻忽略勞工與基層人民權益，非典型勞動與台灣南部空氣污染是韓國瑜不可迴避的課題。左翼聯盟召集人顏坤泉指出，台灣貧富分配嚴重不均、非典型勞動問題嚴重，公部門應帶頭遏止非典型勞動的歪風；高雄市政府應盡速推出「生煤減量自治條例」，提出具體時程表逐年減少使用生煤，促使工業鍋爐改用天然氣等低污染燃料。左翼聯盟主張，高雄市政府應帶頭全面禁用派遣人員，將年年需要、實際上負擔各種常態勞動力的約聘雇人員與委外人員納入正職勞工，並開放員工組織工會；興達發電廠老舊燃煤發電機組應立即除役，原地改建天然氣發電機組[5]。
- 2022年5月30日，促進轉型正義委員會任期屆滿拆牌，左翼聯盟與多位白色恐怖受難者趕在最後一天赴促轉會總部大門前召開記者會，呼籲未來應進一步平反解嚴後遭司法整肅的社運工作者。國立臺南藝術大學音像紀錄研究所助理教授吳永毅表示，他肯定促轉會願意處理解嚴後李登輝政府執政時期的社運案件，但是目前仍有非常多的遺漏，不能因為1988年臺灣農民運動「當年是新潮流系主導的」如今才平反，其他重大社運案件也都應該處理[6]。

## 政治主張
1. 去商品化：攸關人民維生的基本需要給予保障一一口糧、住宅、教育、托幼托老以及醫療，不允市場炒作牟利。
2. 民主深化：立法院採全額比例代表制，激勵政黨間政見競争，去除家族裙帶等人身因素，推行公費選舉，進一步消弭金權根頭，杜绝「選舉淪為祖公業」、「政客世襲化」等病象。
3. 公共化：國/公營事業力行「相關利害關係人」之整治方法，推向民有、民治、民享的目標，防治國/公營事業之官僚化與政黨化。
4. 金融業公有化：徹行金融業公共化治理，同時鼓勵網路科技的應用，杜絕居間牟利的人、事與制度。
5. 集體化：發展社會經濟、團結經濟、共享經濟，促進小生產者合作結社；推動勞資間的團體談判、協商與締約；鼓勵空間性社區、功能性社團以及非政府組織的組建，並開展縱向、横向串聯與協作。
6. 經濟民主化：改善生產關係、捍衛勞工權益；肅清特權或特惠的官僚企業；防治寡頭壟斷；完善公平交易、消費者保護等法制；强制股票上市公司實施「相關利害人整治方法」，確認公司具有公共性，不歸股東所獨治。
7. 環境保護社區化：污染源的防治首重培力社區集體行動，鼓勵生產線工人舆周遭居民跨越廠牆分隔，體認工業安全與衛生乃公害的最前沿，廠區內外人民本是生命安危共同體，應力促聯手全天候監測，同時嚴懲資方以飯碗為要脅，煽動工人反制受害居民；另一方面，針對歷來資方以「敦親睦鄰」之名賄買居民生命歪風必須有效煞住。
8. 公有地產資訊公開化：中央與地方政府之公有土地應全面揭露，包括國土規劃全面上網公告，防制各級政府以「活化土地」之名，盜賣、賤賣公有土地，圖利地產集團，強化金權政治。特別要反對大而無當的建設、蚊子館舍、與浮濫的土地徵收，更反對不尊重集體記憶、未經充分諮詢民意的強制拆遷
9. 軍購透明化：遏止政府横徵暴斂用以編列特別預算，藉軍購之名年年向美國進貢天文數目的人民血汗錢，我們呼籲全民有效監督，將對美軍購轉作對内福利措施，諸如：豁免學生貸款、全面提供中小學生營養午餐、補助老人長期照護，並發還超收的稅款六千億元於全體台灣人民。[7]

## 政治合作
與勞動黨、人民民主党的關係
2018年5月5日，世新大學教授兼左翼聯盟秘書長黃德北表示，左聯和勞動黨不是競爭關係，但也有所不同；勞動黨「左統」的色彩比較鮮明，左聯則不希望陷入統獨爭議；因此左聯在行動和政策主張上會更具包容性，集中在對資本主義的批判。但黃德北也說，這不代表左聯不重視兩岸關係，如黨綱就提到兩岸人民要有更多接觸、朝向和平、沒有戰爭的局面發展，但同時也會對中國大陸的問題提出批評。
左翼聯盟臉書粉絲專頁上線後，網路上有聲音質疑左聯是「民陣（即人民民主阵线，现已改名为人民民主党）的翻版」。黃德北澄清，左聯並非民陣主導，而是非常多力量和工會的組合，例如召集人顏坤泉來自勞動黨，希望能團結台灣所有進步的左翼政治力量。

## 選舉情況

#### 2018年中華民國直轄市議員及縣市議員選舉
| 參選選區                           | 號次 | 候選人 | 經歷 | 口號                                      | 得票數 | 得票率 | 結果 |
| ---------------------------------- | ---- | ------ | --- | ----------------------------------------- | ------ | ------ | ---- |
| 臺北市第六選舉區（大安區、文山區） | 20   | 黃德北 | 自立早報大陸版主編、自立早報駐北京特派員、國立政治大學政治學系教授、世新大學社會發展研究所所長、左翼聯盟秘書長                       | 棄絕藍綠 臺北向左轉 捍衛上班族 解放辦公室 | 1216   | 0.41%  | 落選 |
| 桃園市第八選舉區（平鎮區）         | 9    | 劉念雲 | 工作傷害受害人協會資深工作者、桃園市政府環境保護局企業工會職安顧問、台灣基層護理產業工會顧問、第一屆桃園市政府職業疾病認定委員會委員 | 勞安優先 議會開放                         | 1150   | 1.10   | 落選 |

## 外部連結
- 左翼聯盟的Facebook專頁